# Daniele Mondello
Daniele Mondello (Messina, 23 december 1974) is een Italiaanse dj, geboren en getogen op Sicilië. In de jaren 90 was hij zeer succesvol als scratch-dj en won hij daarvoor meerdere prijzen. In het bekende DMC World Mixing Championship werd hij in 1993 vierde. Daniele Mondello staat er om bekend met vele draaitafels en mixers tegelijk te kunnen werken. Zo trad hij in Engeland eens op met zes draaitafels en drie mixers. Begin deze eeuw kwam Daniele Mondello in aanraking met hardstyle. Door de jaren heen is het Daniele gelukt zijn scratchtechniek en zijn draaitalent te combineren, waardoor hij een unieke sound heeft ontwikkeld. Zijn originele plaatkeuze is ook onderdeel van zijn internationale succes. Daniele zorgt er altijd voor een groot deel van zijn set te vullen met platen van Italiaanse bodem. 

## In Nederland
Op Nederlandse hardstyle-evenementen is Daniele Mondello een vaak geziene gast. Hij was de afgelopen jaren te zien tijdens Qlimax, In Qontrol, Defqon.1, Dance Valley en vele andere festivals. Met name zijn set op Qlimax 2003 staat vele fans nog in het geheugen gegrift.